# Mengen (district)
Mengen is een Turks district in de provincie Bolu en telt 14.875 inwoners (2007). Het district heeft een oppervlakte van 827,7 km². Hoofdplaats is Mengen.
De bevolkingsontwikkeling van het district is weergegeven in onderstaande tabel.
| 1997   | 2000   | 2007   |
| ------ | ------ | ------ |
| 16.311 | 16.504 | 14.875 |